# Хилиана
Хилиана (груз. ხილიანა) — село в Грузии, в муниципалитете Душети края Мцхета-Мтианети. 

## География
Село расположено в северной части края, в 25 километрах по прямой к северо-востоку от центра муниципалитета Душети. Высота центра — 1060 метров над уровнем моря.

## Население
По данным переписи населения 2014 года, в селе проживало 22 человека.
| Год  | Население | Мужчины | Женщины |
| ---- | --------- | ------- | ------- |
| 2002 | 28        | 11      | 17      |
| 2014 | 22        | 11      | 11      |